# Mega Senha
Mega Senha foi um game show brasileiro produzido pela RedeTV! em parceira com a FremantleMedia. O programa é uma versão do original Password, que começou a ser exibido nos Estados Unidos em 1961 e do Million Dollar Password exibido pela CBS. 

## História do programa
A versão brasileira do game estreou no dia 29 de abril de 2010, com apresentação de Luciana Gimenez e Marcelo de Carvalho. Antes exibido às quinta-feiras em setembro de 2010 o programa passou a ser exibido aos sábados. Desde 2011, é apresentado somente por Marcelo.
Em 23 de agosto de 2018, a jornalista Sonia Abrão anunciou através de seu programa, A Tarde É Sua, a volta do game após um hiato de aproximadamente um ano e meio. Nesse período, foi substituído pelo programa O Céu É o Limite. Essa fase do Mega Senha permaneceu no ar até 18 de junho de 2022, para novamente ser exibido, na faixa horária de sábado, o game show O Céu É o Limite.
Em 2023, após pouco mais de um ano fora do ar, a RedeTV! anunciou a volta do Mega Senha, desta vez intitulado Mega Senha Power, com reformulações em relação ao formato anterior. O programa retornou à grade da emissora no dia 12 de agosto, retirando novamente do ar o O Céu É o Limite. A atração ficou no ar até o dia 10 de agosto de 2024, quando deixou pela terceira vez a programação da emissora e foi substituído pelo Mega Sonho.
Desde que o programa estreou, nenhum participante conseguiu ganhar o prêmio máximo de um milhão de reais, tornando-se um dos game shows mais difíceis de se vencer em todo o mundo.

## Patrocinadores
Entre 2012 e 2015, o Mega Senha tinha o patrocínio da empresa Bombril. Após término de contrato com a empresa, o patrocínio foi com a indústria de produtos farmacêuticos Sidney Oliveira até meados de 2019 (contando o tempo em que o programa esteve fora do ar). A partir de julho de 2019, a empresa patrocinadora passa a ser a rede de megalojas Havan, do empresário Luciano Hang. Com isso, o cenário do programa, que antes tinha luzes vermelhas, passa a ter luzes azuis, em homenagem à Havan. O Mega Senha Power, na temporada atual, deixou de ter o patrocínio da Havan; logo, teve seu cenário alterado novamente para o vermelho, como era antes.

## Formato
O game show consiste em um jogo de palavras no qual quatro participantes, dois homens e duas mulheres, concorrem entre si jogando com duas pessoas famosas (às vezes, com grupos  ou duplas musicais, em que os membros se revezam no jogo). Na primeira fase, são passadas cinco palavras por jogada, chamadas de "senhas", para as quais uma pessoa dá dicas de uma única palavra para a outra pessoa tentar adivinhar em 30 segundos. Dos participantes, quem obtiver mais pontos após quatro jogadas será o vencedor e passará para a fase seguinte, concorrendo aos prêmios em dinheiro, que variam de R$ 5.000 até R$ 1 milhão. Nessa fase, o participante joga com um dos famosos, o qual tenta adivinhar cinco palavras cujas dicas são dadas pelo participante, dentro de até 90 segundos. O número de "senhas" em cada etapa vai diminuindo até que, para ganhar o prêmio máximo, o jogador e o famoso devem acertar todas as cinco palavras dadas. Não é permitido fornecer dicas que possuam o mesmo radical da senha; a senha é invalidada quando são dadas duas dicas ou duas respostas consecutivas.

### Mega Senha Power
Com a reformulação do game show, agora denominado Mega Senha Power, em vez de dois tempos de competição entre dois participantes, agora são quatro participantes concorrendo entre si durante todo o programa, com fases eliminatórias, para que apenas um participante chegue à fase do prêmio em dinheiro. Outro detalhe importante, presente nas duas temporadas anteriores do Mega Senha e que foi extinto, é o "nível de segurança", em que o participante vencedor podia levar para casa dez mil reais caso fracassasse no jogo, desde que completasse as duas primeiras rodadas de senhas. Na atual temporada, se o competidor não parar a participação com o prêmio já ganho e não lograr sucesso, sai do programa sem nenhum prêmio.

## Controvérsias

### Pagamento da premiação
Uma participante do programa teve que buscar o seu prêmio junto aos patrocinadores da atração, de acordo com o F5 Folha. A emissora disse que não há atrasos, e que os prêmios são não são entregues na data do programa, já que antes precisa preencher documentos solicitados pelo departamento jurídico do canal. O procedimento está de acordo com o regulamento e com a legislação pertinente.

### Bloqueio na justiça
Um dos ex-funcionários da RedeTV!, o jornalista Berto Filho, conseguiu na justiça o bloqueio da verba publicitária da Bombril, patrocinadora do Mega Senha e apresentado pelo vice-presidente da emissora, Marcelo de Carvalho, pelo pagamento de salários tanto na época em que trabalhava na Rede Manchete e posteriormente na RedeTV! entre 1998 e 1999; o jornalista, em nota, encoraja para que outros colegas que também foram prejudicados a entrar com a mesma ação.

## Versão em jogo de tabuleiro
Aproveitando o sucesso do programa na RedeTV!, a Estrela, fabricante de jogos e brinquedos, resolveu apostar em uma versão doméstica do jogo do Mega Senha, na forma de tabuleiro. O jogo Mega Senha foi lançado em meados de 2011. O jogo ganhou no ano seguinte uma segunda versão: Mega Senha 2, no mesmo formato da versão anterior e com novos conjuntos de senhas.